# مرسيدس-بنز الفئة سي إل إس

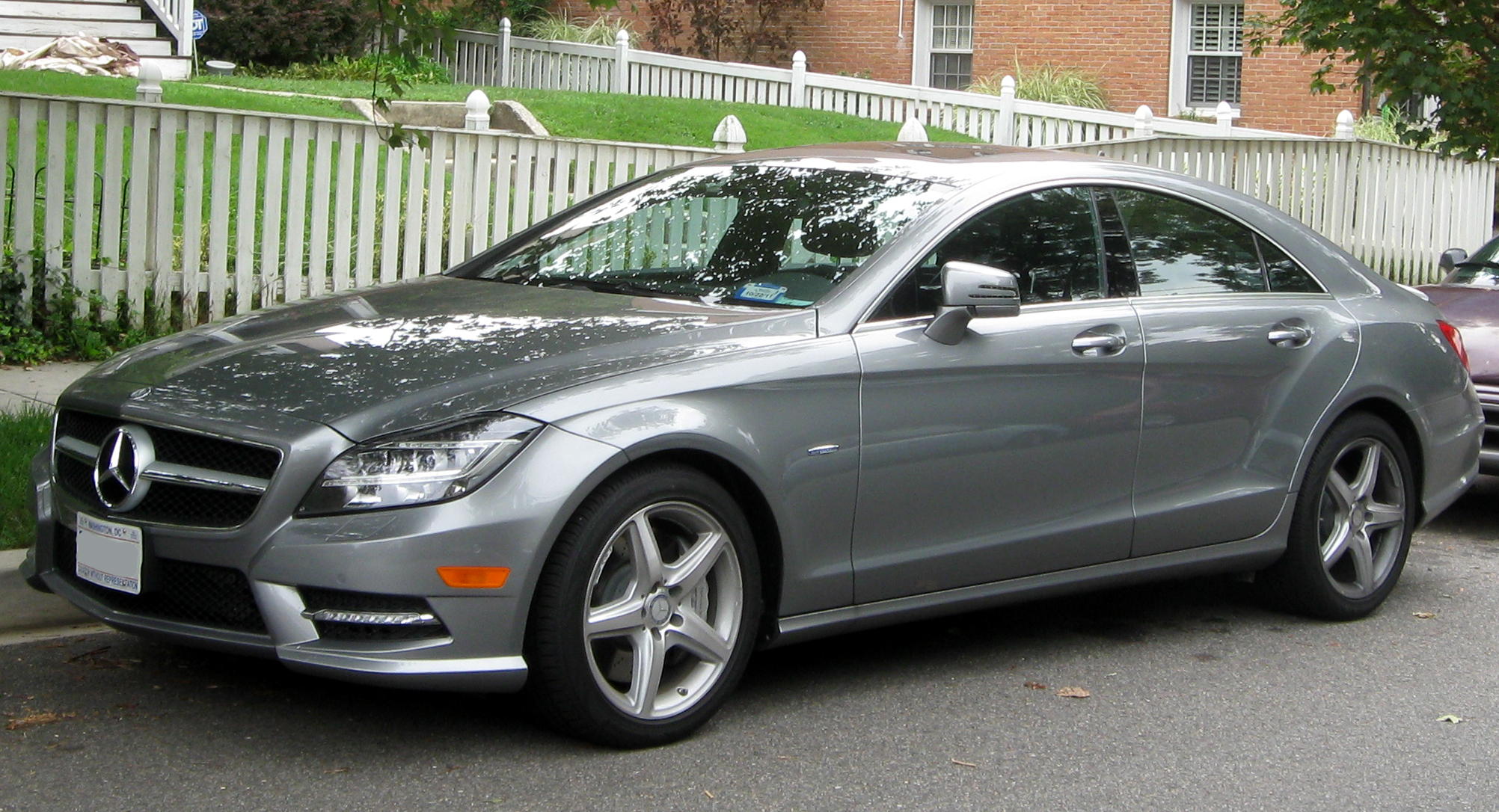

## مرسيدس بنز الفئة سي إل إس
هي سلسلة من السيارات التنفيذية التي تنتجها مرسيدس-بنز منذ عام 2004. سيارة من طراز كوبيه رباعية الأبواب تنتجها شركة مرسيدس بنز، وبدأ إنتاجها عام 2004 وتسمى W219، الجيل الثاني من الفئة سي إل إس أعلن عنه عام 2010 شهر سبتمبر وبدأ إنتاجها عام 2011 وتم تعديله مجددا سنة 2015 . كما تتنافس هذه السيارة مع أودي A7 وبي إم دبليو الفئة السادسة جران كوبيه. في الولايات المتحدة الأمريكية تم بيع مايقارب 85774 من عام 2004 حتى عام 2018م.

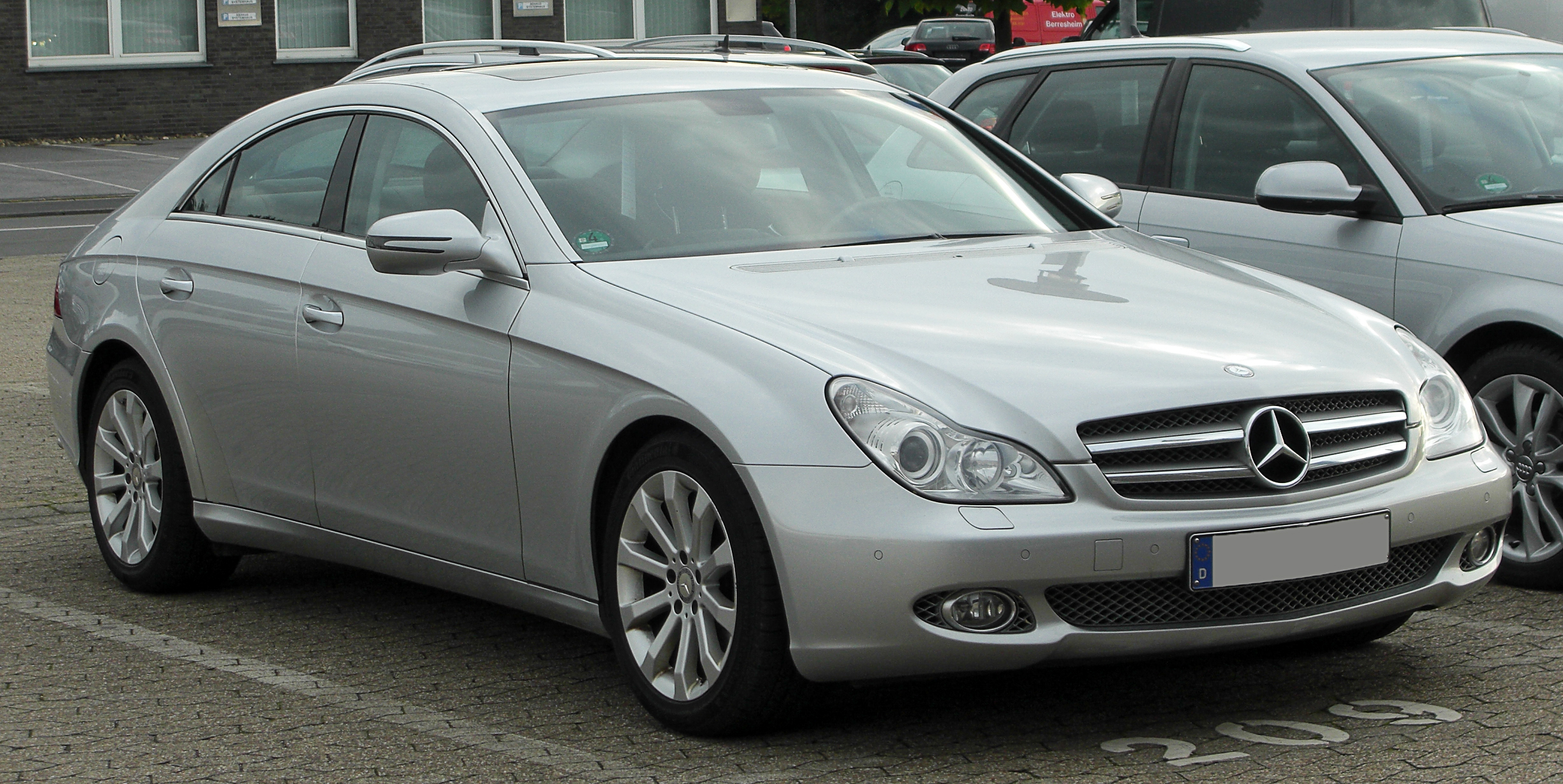
الفئة- C219 CLS

### الجيل الأول (C219 ؛ 2004-2010)
تم تسويق CLS من مرسيدس على أنها كوبيه بأربعة أبواب ، وقد صممها مايكل فينك في عام 2001  الذي صمم أيضًا الجيل الأول من CLK و C-SportCoupé و Maybach 57 و 62 . في ألمانيا وأوروبا بأكملها ، اسم الطراز هو C219 بينما في الولايات المتحدة ، يُطلق على CLS اسم طراز W219. تعتمد C219 CLS على منصة W211 E-Class ، وتشارك المكونات الرئيسية بما في ذلك المحركات ، وناقلات الحركة ، ولها قاعدة عجلات متطابقة تبلغ 2,854 مليمتر (112 بوصة) . طورت IVM Automotive ، وهي شركة تابعة لشركة Edscha المتخصصة في نظام السقف الألماني ، السيارة بأكملها من مفهوم CLS Vision الذي يعتمد عليه CLS ،  إلى إصدار الإنتاج الذي ظهر لأول مرة في معرض نيويورك الدولي للسيارات 2004 .

### الجيل الثاني (C218 ؛ 2010-2018)

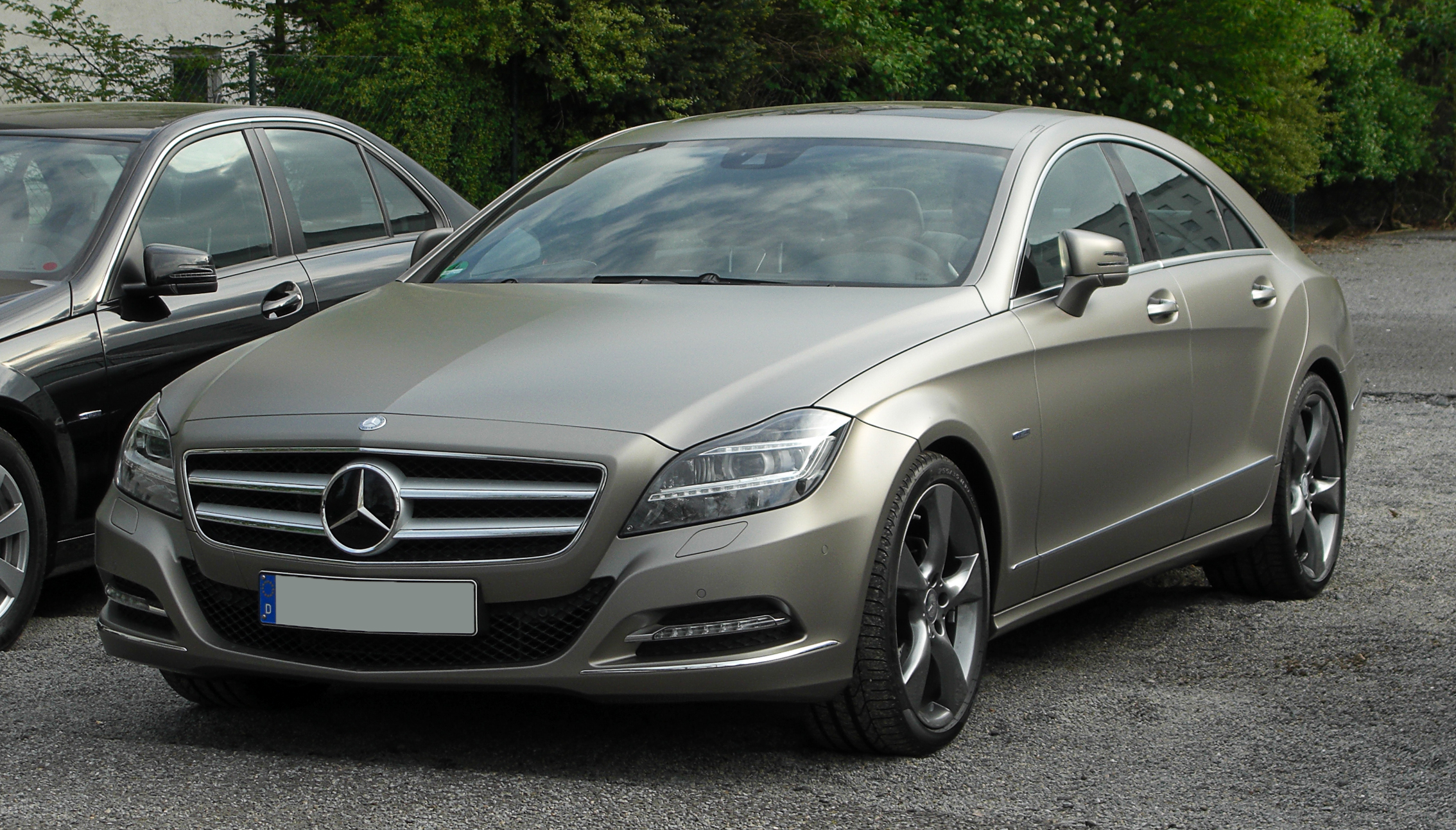
فئة W218 CLS

C218 CLS هو طراز الجيل الثاني ، وتم بيعه من عام 2011 إلى عام 2018. أنماط هيكل المجموعة هي كوبيه بأربعة أبواب (رمز طراز C218 لأوروبا / W218 لسوق الولايات المتحدة) ، وعقار 5 أبواب (رمز طراز X218 ، يتم تسويقه على أنه Shooting Brake). اعتمد تصميم CLS على مفهوم مرسيدس F800 وخصائص تصميم مميزة من موديلات أخرى بما في ذلك مرسيدس SLS AMG . على عكس سابقتها ، يتوفر C218 CLS بنظام الدفع الرباعي ويمكن تهيئته اختياريًا على طرازات CLS63 AMG أيضًا. في عام 2014 ، خضعت CLS لعملية تجميل وتميزت بتغييرات في التصميم ، وتحسينات للمحرك ، واعتماد ناقل حركة أوتوماتيكي Mercedes 9G-Tronic .

### الجيل الثالث (C257 ؛ 2018 إلى الوقت الحاضر)

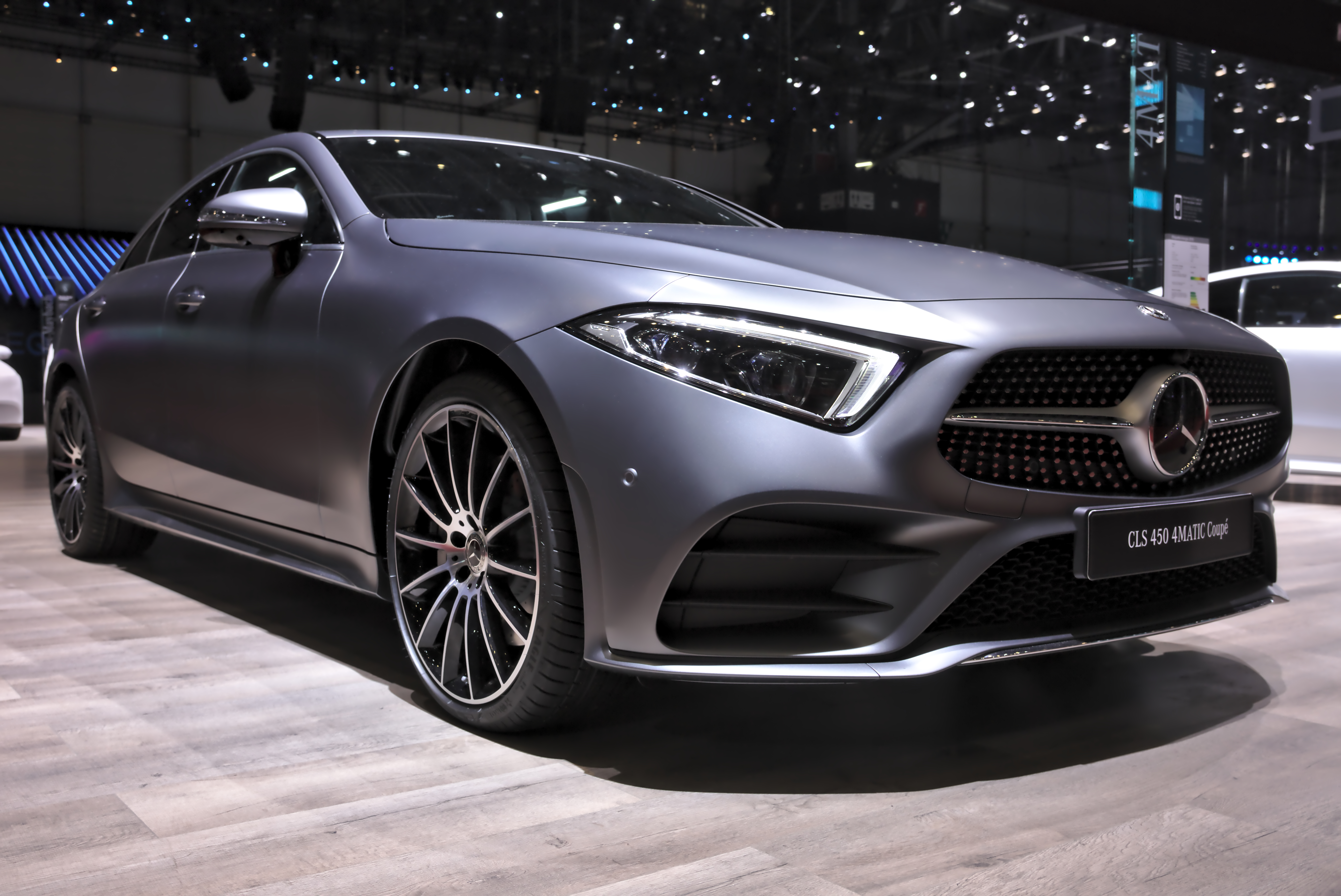
الفئة C257 CLS

C257 CLS هو طراز الجيل الثالث والحالي ، وهو متاح فقط كسيارة سيدان بأربعة أبواب وبتكوين للعجلات الخلفية أو الدفع الرباعي (4MATIC). كان نمط جسم Shooting Brake قيد التطوير لـ C257 CLS ، ولكن تم إيقافه قريبًا بسبب ضعف الطلب وتراجعه في الخارج على طراز الجيل الأخير. تتكون مجموعة المحركات من محرك بنزين سداسي الشاحن التوربيني سعة 3.0 لتر ومحرك ديزل سداسي الشاحن التوربيني سعة 2.9 لتر.